# キャメロン・ディアス
キャメロン・ミシェル・ディアス（Cameron Michelle Diaz, 1972年8月30日 - ）は、アメリカ合衆国の女優で、作家、プロデューサー、モデルとしても活動した。ゴールデングローブ賞に4回、全米映画俳優組合賞に3回ノミネートされ、ニューヨーク映画批評家協会賞を受賞した。2013年には、ハリウッドで最も稼いだ40歳以上の女優に選ばれた。2018年現在、ディアスの出演作の米国内興行収入は30億ドル以上、世界興行収入は70億ドルを超え、米国内興行収入第5位の女優となっている。

## 生い立ち
カリフォルニア州サンディエゴにて生まれる。父エミリオ・ディアス（1950年 - 2008年）はスペイン系キューバ移民2世の石油工場の現場監督、母ビリー・ディアス（旧姓：アーリー）はアメリカ・インディアンのチェロキー族、イングランド人、ドイツ人の血を引く。1970年生まれの姉チミーヌがいる。

## キャリア
16歳の時にエリート・モデル・マネジメントと契約し、高校を中退。17歳の時にファッションモデルとしてデビュー。1992年に日本に約2ヶ月間滞在したこともある。その後、カルバン・クラインやリーバイスのモデルをしていた。1990年7月号の『Seventeen』で表紙を飾り、特集が組まれた。
21歳の時に『マスク』（1994年公開）のオーディションに合格し映画デビューを果たす。その後は地味な活動ぶりだったが、1998年公開の『メリーに首ったけ』が1億ドルを超える大ヒットとなり本作でニューヨーク映画批評家協会賞女優賞を受賞、ゴールデングローブ賞 主演女優賞 (ミュージカル・コメディ部門)にもノミネートされ一躍スター女優となる。
2000年に『チャーリーズ・エンジェル』に主人公3人組の1人であるナタリー役で出演し、この映画は2.64億ドルの興行収益をあげた。シリーズ続編でも主演し、人気を博した。翌年にはトム・クルーズ主演の『バニラ・スカイ』に出演し、その演技によりゴールデングローブ賞を含むいくつもの賞にノミネートされた。
2001年からはアニメ映画『シュレック』シリーズのフィオナ姫の声優を務めている。
2005年よりMTVで『TRIPPIN' キャメロン・ディアス世界（珍）冒険紀行』に出演。この番組はドキュメンタリー番組で、彼女が友人とともに世界の辺境の地や世界遺産を巡っている。彼女は同番組のプロデューサーも務めている。

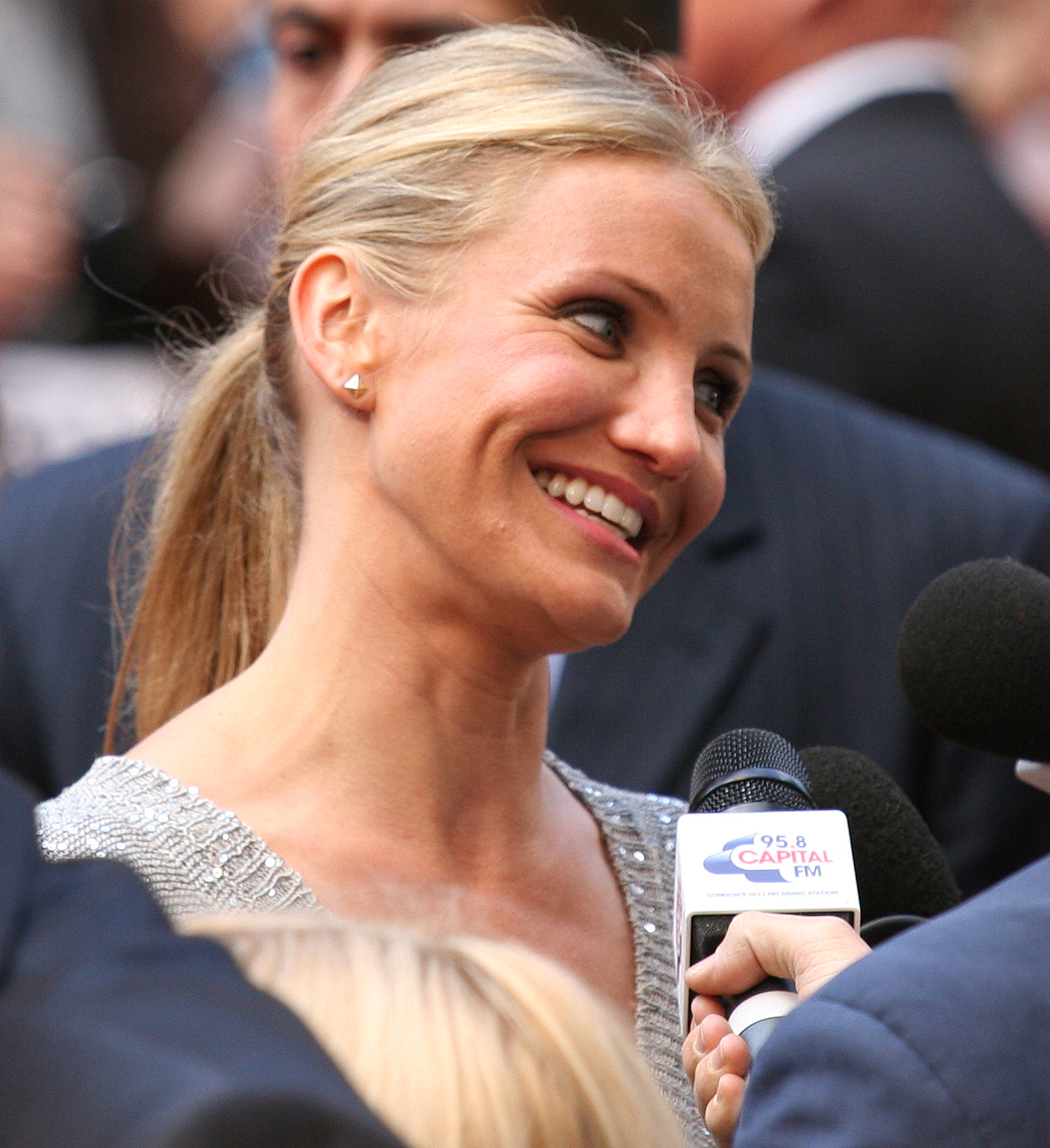
『ナイト&デイ』のプレミア(2005年)

『ギャング・オブ・ニューヨーク』や『私の中のあなた』のようなシリアスな映画にも出演しているが、原点であるコメディ映画の方が売れ行きは良い。『ナイト＆デイ』や『グリーン・ホーネット』、『バッド・ティーチャー』などは興行収入が2億ドル越えを記録している。
2014年公開の『ANNIE/アニー』への出演を最後に活動を休止しており、その理由について20年にわたる撮影のための旅に疲れたと、インタビューで説明した。
2018年3月12日、親友のセルマ・ブレアが「彼女は女優を引退した」と伝えた。直後に冗談だったと否定したものの、後に本人が自身の口から引退を認めた。
2021年2月時点のインタビューに於いては、必ずしも引退を決定したわけではないことを次のようにコメントしている。「私は絶対にという言葉を何に対しても使ったことがないの。だからまた映画に出るかといわれたら、その予定はないけど、わからないと答えるしかないわ。母親になった今、子供の最初の1年に、映画のセットに1日14時間から16時間も子供と離れていないといけないなんていうことが、想像できないだけなのよ」。
2022年6月29日、8年ぶりに女優に復帰することを米CNNなどが伝えた。
2025年1月公開の映画『バック・イン・アクション』で、10年ぶりに女優に復帰した。

## 私生活

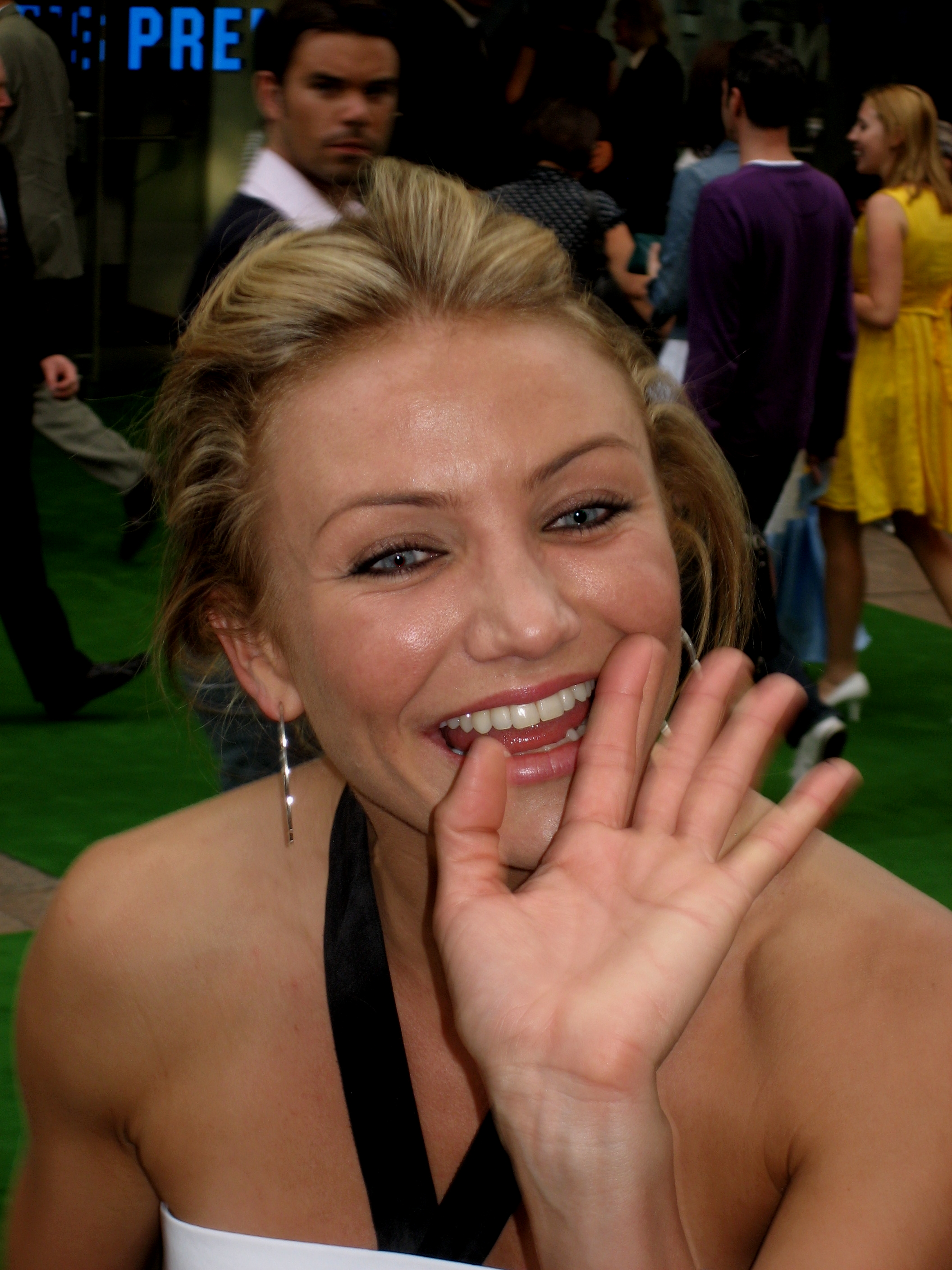
『シュレック3』のプレミア（2007年）

過去にマット・ディロンやジャレッド・レトとの交際歴がある。2006年まで歌手のジャスティン・ティンバーレイクと交際していたが2007年1月、「ロマンチックな関係を終えた」と破局を発表した。その後イギリス人モデルのポール・スカルフォーと交際し、ロンドンで物件を探していたことから一時は結婚かといわれていたが、結局破局に至った。その後メジャーリーガーでニューヨーク・ヤンキースの主砲であるアレックス・ロドリゲスと交際中と報道されたが2013年9月の時点で別れている。
2015年1月5日、7歳年下の米パンクバンド「グッド・シャーロット」のミュージシャン・ベンジー・マッデン（当時35歳）と米ロサンゼルス近郊ビバリーヒルズの自宅で結婚式を挙げた。義妹（ベンジーの双子の弟・ジョエル・マッデンの妻）はニコール・リッチー。
2019年、第1子となる女児が誕生した。キャメロン・ディアスとベンジー・マッデン夫妻は2020年1月3日、インスタグラムで、「明けましておめでとう！娘、ラディックス・マッデンの誕生を発表することで、この新たな10年をスタートできることを幸せに思い、感謝しています」とコメント。
2024年3月、51歳で第2子が誕生。

## 主な出演作品

### 映画
| 年   | 題名                                                                    | 役名                             | 備考                                                                       | 吹き替え                                          |
| ---- | ----------------------------------------------------------------------- | -------------------------------- | -------------------------------------------------------------------------- | ------------------------------------------------- |
| 1994 | マスク The Mask                                                         | ティナ・カーライル               |                                                                            | 伊藤美紀（ソフト版） 井上喜久子（日本テレビ版）   |
| 1995 | 最後の晩餐/平和主義者の連続殺人 The Last Supper                         | ジュード                         | （吹き替え版なし）                                                         |                                                   |
| 1996 | 彼女は最高 She's the One                                                | ヘザー                           | （吹き替え版なし）                                                         |                                                   |
| 1996 | フィーリング・ミネソタ Feeling Minnesota                                | フレディ・クレイトン             | 渡辺美佐                                                                   |                                                   |
| 1996 | 真夏の出来事 Head Above Water                                           | ナタリー                         | 山像かおり                                                                 |                                                   |
| 1997 | ブラック・メール/脅迫 Keys to Tulsa                                     | トゥルーディ                     | （吹き替え版無し）                                                         |                                                   |
| 1997 | ベスト・フレンズ・ウェディング My Best Friend's Wedding                 | キンバリー・ウォレス             | 沢海陽子（ソフト版） 根谷美智子（日本テレビ版）                            |                                                   |
| 1997 | 普通じゃない A Life Less Ordinary                                       | セリーヌ・ネヴィル               | 三石琴乃（ソフト版） 井上喜久子（テレビ朝日版）                            |                                                   |
| 1998 | ラスベガスをやっつけろ Fear and Loathing in Las Vegas                   | 金髪のテレビレポーター           | 園田恵子（VHS・旧ソフト版） 沢海陽子（BD・新ソフト版）                     |                                                   |
| 1998 | メリーに首ったけ There's Something About Mary                           | メリー・ジェンセン               | 伊藤美紀                                                                   |                                                   |
| 1998 | ベリー・バッド・ウェディング Very Bad Things                            | ローラ・ガレッティ               | 伊藤美紀                                                                   |                                                   |
| 1999 | マルコヴィッチの穴 Being John Malkovich                                 | ロッテ・シュワルツ               | 佐々木優子                                                                 |                                                   |
| 1999 | エニイ・ギブン・サンデー Any Given Sunday                               | クリスティーナ・パグニアーチ     | 佐々木優子（ソフト版） 井上喜久子（テレビ朝日版） 深見梨加（日本テレビ版） |                                                   |
| 2000 | 彼女を見ればわかること Things You Can Tell Just by Looking at Her       | キャロル・ファーバー             | 高橋理恵子                                                                 |                                                   |
| 2000 | チャーリーズ・エンジェル Charlie's Angels                               | ナタリー・クック                 | 沢海陽子（ソフト版） 渡辺美佐（テレビ朝日版）                              |                                                   |
| 2001 | 姉のいた夏、いない夏。 The Invisible Circus                             | フェイス                         | 安藤麻吹                                                                   |                                                   |
| 2001 | シュレック Shrek                                                        | プリンセス・フィオナ             | 声の出演                                                                   | 藤原紀香                                          |
| 2001 | バニラ・スカイ Vanilla Sky                                              | ジュリアナ・“ジュリー”・ジャンニ |                                                                            | 渡辺美佐                                          |
| 2002 | クリスティーナの好きなコト The Sweetest Thing                           | クリスティーナ・ウォルターズ     | 沢海陽子                                                                   |                                                   |
| 2002 | My Father's House                                                       | 少女                             | N/A                                                                        |                                                   |
| 2002 | マイノリティ・リポート Minority Report                                  |                                  | カメオ出演                                                                 |                                                   |
| 2002 | ギャング・オブ・ニューヨーク Gangs of New York                          | ジェニー・エヴァディーン         |                                                                            | 魏涼子（ソフト版） 林真里花（日本テレビ版）       |
| 2003 | チャーリーズ・エンジェル フルスロットル Charlie's Angels: Full Throttle | ナタリー・クック                 | 藤原紀香（劇場公開版） 渡辺美佐（テレビ朝日版）                            |                                                   |
| 2004 | シュレック2 Shrek 2                                                     | プリンセス・フィオナ             | 声の出演                                                                   | 藤原紀香                                          |
| 2005 | イン・ハー・シューズ In Her Shoes                                       | マギー・フェラー                 |                                                                            | 朴璐美                                            |
| 2006 | ハリウッドわんわんスター大集合 HOLLWOOD'S TOP DOGS                      | 本人役                           |                                                                            |                                                   |
| 2006 | ホリデイ The Holiday                                                    | アマンダ・ウッズ                 | 朴璐美                                                                     |                                                   |
| 2007 | シュレック3 Shrek The Third                                             | プリンセス・フィオナ             | 声の出演                                                                   | 藤原紀香                                          |
| 2007 | シュレックの愉快なクリスマス Shrek the Halls                            | プリンセス・フィオナ             | 声の出演 テレビ短編                                                        | 豊口めぐみ                                        |
| 2008 | ベガスの恋に勝つルール What Happens in Vegas                            | ジョイ・マクナリー＝フラー       |                                                                            | 佐古真弓                                          |
| 2009 | 私の中のあなた My Sister's Keeper                                       | サラ・フィッツジェラルド         | 朴璐美                                                                     |                                                   |
| 2009 | 運命のボタン The Box                                                    | ノーマ・ルイス                   | はしのえみ                                                                 |                                                   |
| 2010 | シュレック フォーエバー Shrek Forever After                             | フィオナ姫                       | 声の出演                                                                   | 藤原紀香                                          |
| 2010 | ナイト&デイ Knight and Day                                              | ジューン・ハヴンス               |                                                                            | 水町レイコ（劇場公開版） 石塚理恵（テレビ朝日版） |
| 2011 | グリーン・ホーネット The Green Hornet                                   | レオノア・ケース                 | 林真理花                                                                   |                                                   |
| 2011 | バッド・ティーチャー Bad Teacher                                        | エリザベス・ハルセイ             | 沢海陽子（ソフト版） 林真理花（機内版）                                    |                                                   |
| 2012 | 恋愛だけじゃダメかしら? What to Expect When You're Expecting            | ジュールズ・バクスター           | 林真理花                                                                   |                                                   |
| 2012 | モネ・ゲーム Gambit                                                     | PJ・プズナウスキー               | 渡辺美佐                                                                   |                                                   |
| 2013 | 悪の法則 The Counselor                                                  | マルキナ                         | 田中敦子                                                                   |                                                   |
| 2013 | 私にだってなれる！夢のナレーター単願希望 IN A WORLD…                    |                                  | カメオ出演                                                                 | 御沓優子                                          |
| 2014 | ダメ男に復讐する方法 The Other Woman                                    | カーリー・ホイットン             |                                                                            | 安藤麻吹                                          |
| 2014 | SEXテープ Sex Tape                                                      | アニー                           | 沢海陽子                                                                   |                                                   |
| 2014 | ANNIE/アニー Annie                                                      | ハニガン                         | 本田貴子                                                                   |                                                   |
| 2025 | バック・イン・アクション Back In Action                                 | エミリー                         | Netflixオリジナル映画                                                      | 湯屋敦子                                          |
| 2026 | Shrek 5                                                                 | フィオナ姫                       | 声の出演                                                                   |                                                   |

### CM
- イーオン (1999)
- ソフトバンクモバイル (2006)

## 関連書籍
- 『キャメロン・ディアス Forever Girl』ブルース・インターアクションズ、2009年。